# Norfolksydhake
Norfolksydhake (Petroica multicolor) är en fågelart i familjen sydhakar inom ordningen tättingar.

## Utbredning och systematik
Den förekommer enbart på Norfolkön. Tidigare betraktades den som underart till melanesisk sydhake och vissa gör det fortfarande. I och med uppdelningen tar norfolksydhake över artepitetet multicolor från melanesisk sydhake, som istället får det vetenskapliga artnamnet Petroica pusilla. 

## Status
Arten har ett mycket litet utbredningsområde och en världspopulation som består av endast 700–800 vuxna individer. Den tros dessutom minska i antal. Internationella naturvårdsunionen IUCN kategoriserar den därför som starkt hotad.